# Franciszek Guz
Franciszek Guz (ur. 19 października 1936 w Cieszynie, zm. 6 sierpnia 2015 w Pustkowie) – polski elektromonter, poseł na Sejm PRL IX kadencji.

## Życiorys
Syn Romana i Marii. Uzyskał wykształcenie zasadnicze zawodowe. Od 1953 pracował jako elektromonter w Zakładach Instalacyjno-Materiałowych w Przemyślu, a od 1956 w Dębickich Zakładach Opon Samochodowych „Stomil”. Do Polskiej Zjednoczonej Partii Robotniczej wstąpił w 1959. Członek Komitetu Wojewódzkiego i egzekutywy Komitetu Zakładowego PZPR. W 1963 skończył kurs mistrzowski elektryczny i otrzymał stanowisko brygadzisty elektromontera urządzeń stacyjnych w „Stomilu”. W 1985 uzyskał mandat posła na Sejm PRL
IX kadencji z okręgu Tarnów. Zasiadał w Komisji Współpracy Gospodarczej z Zagranicą oraz w Komisji Współpracy Gospodarczej z Zagranicą i Gospodarki Morskiej.
Otrzymał Medal 40-lecia Polski Ludowej.